# John Payson
John Payson est un réalisateur, scénariste et producteur américain. Il est connu pour avoir dirigé diverses branches de la chaîne américaine MTV ainsi que par son travail de réalisateur.

## Biographie
Après avoir décroché son diplôme, en 1983, à l'université Harvard, il décide de s'installer à New York. Il intègre la chaîne MTV où il commence par occuper des postes très secondaires comme réceptionniste téléphonique. Peu de temps après, il devient directeur du département créatif à l'antenne. Il va impressionner notamment par la qualité des promotions de la chaîne, utilisant bien souvent l'humour.
En 1992, il réalise un court métrage, Joe's Apt., qui devient un long métrage dénommé Bienvenue chez Joe, et remporte de nombreux prix. Ensuite, il se voit confier la réalisation des premiers épisodes de la série Les Stubbs, diffusée en 1999.

## Filmographie
- Comme réalisateur :
  - 1992 : Joe's Apt. (court métrage)
  - 1996 : Bienvenue chez Joe
  - 1997 : Arliss (série télévisée, deux épisodes)
  - 1999 : Les Stubbs (série télévisée)
  - 2001 : Icky Flix (DVD musical du groupe The Residents)

- Comme producteur :
  - 1988 : Remote Control (en)
  - 1991 : Liquid Television